# Halle Open 2024
L'Halle Open 2024, ufficialmente Terra Wortmann Open 2024 per motivi di sponsorizzazione, è stato un torneo di tennis giocato sull'erba. È stata la 31ª edizione del torneo facente parte dell'ATP Tour 500 nell'ambito dell'ATP Tour 2024. Si è giocato alla Owl Arena di Halle, in Germania, dal 17 al 23 giugno 2024.

## Partecipanti al singolare

### Teste di serie
| Nazionalità | Giocatore             | Ranking* | Testa di serie |
| ----------- | --------------------- | -------- | -------------- |
| Italia      | Jannik Sinner         | 1        | 1              |
| Germania    | Alexander Zverev      | 4        | 2              |
|             | Daniil Medvedev       | 5        | 3              |
|             | Andrej Rublëv         | 6        | 4              |
| Polonia     | Hubert Hurkacz        | 8        | 5              |
| Grecia      | Stefanos Tsitsipas    | 11       | 6              |
| Kazakistan  | Aleksandr Bublik      | 17       | 7              |
| Canada      | Félix Auger-Aliassime | 18       | 8              |

* Ranking al 10 giugno 2024.

#### Altri partecipanti
I seguenti giocatori hanno ricevuto una wildcard per il tabellone principale:
- Dominik Koepfer
- Henri Squire
- João Fonseca

Il seguente giocatore è entrato nel tabellone principale come special exempt:
- Matteo Berrettini

I seguenti giocatori sono entrati nel tabellone principale passando dalle qualificazioni:

- James Duckworth
- Max Purcell
- Alex Michelsen
- Oscar Otte

#### Ritiri
Prima del torneo
- Kei Nishikori → sostituito da  Miomir Kecmanović

## Partecipanti al doppio

### Teste di serie
| Nazione     | Giocatore         | Nazione     | Giocatore        | Ranking* | Testa di serie |
| ----------- | ----------------- | ----------- | ---------------- | -------- | -------------- |
| Italia      | Simone Bolelli    | Italia      | Andrea Vavassori | 21       | 1              |
| Germania    | Kevin Krawietz    | Germania    | Tim Pütz         | 34       | 2              |
| Stati Uniti | Nathaniel Lammons | Stati Uniti | Jackson Withrow  | 44       | 3              |
| Monaco      | Hugo Nys          | Polonia     | Jan Zieliński    | 55       | 4              |

* Ranking al 10 giugno 2024.

### Altri partecipanti
Le seguenti coppie di giocatori hanno ricevuto una wildcard per il tabellone principale:
- Constantin Frantzen /  Hendrik Jebens
- Yannick Hanfmann /  Dominik Koepfer

La seguente coppia di giocatori è passata dalle qualificazioni:
- Yuki Bhambri /  Albano Olivetti

La seguente coppia di giocatori è entrata nel tabellone principale come lucky loser:
- Pedro Martínez /  Oleksandr Nedovjesov

### Ritiri
- Tallon Griekspoor /  Jan-Lennard Struff → sostituiti da  Pedro Martínez /  Oleksandr Nedovjesov

## Punti
| Evento    | V   | F   | SF  | QF  | 2T   | 1T | Q  | Q2 | Q1 |
| Singolare | 500 | 330 | 200 | 100 | 50   | 0  | 25 | 13 | 0  |
| Doppio    | 500 | 300 | 180 | 90  | N.D. | 0  | 45 | 25 | 0  |

## Montepremi
| Evento    | V         | F         | SF        | QF       | 2T       | 1T       | Q2      | Q1      |
| Singolare | 421 790 € | 226 945 € | 120 960 € | 61 800 € | 32 990 € | 17 595 € | 9 015 € | 5 060 € |
| Doppio*   | 138 550 € | 73 900 €  | 37 390 €  | 18 690 € | N.D.     | 9 680 €  | N.D.    | N.D.    |

* per team

## Campioni

### Singolare
Jannik Sinner ha sconfitto in finale  Hubert Hurkacz con il punteggio di 7-6(8), 7-6(2).
- È il quattordicesimo titolo in carriera per Sinner, il quarto in stagione.

### Doppio
Simone Bolelli /  Andrea Vavassori hanno sconfitto in finale  Kevin Krawietz /  Tim Pütz con il punteggio di 7-6(3), 7-6(5).